# Alfons Groenendijk
Alfons (Fons) Groenendijk (Leiden, 17 mei 1964) is een Nederlands voetbaltrainer en voormalig profvoetballer.

## Loopbaan als voetballer
De linksbenige Groenendijk begon als achtjarige met voetballen bij LFC en verkaste vier jaar later naar UVS in Leiden. Daar werd hij ontdekt door FC Den Haag, waarvoor hij op achttienjarige leeftijd debuteerde in het eerste elftal. Hierna speelde hij voor Roda JC, Ajax, Manchester City, Sparta Rotterdam en FC Utrecht. Zijn hoogtepunt was het winnen van de UEFA Cup met Ajax in het seizoen 1991/1992.
Hij speelde doorgaans als linkshalf of verdedigende middenvelder. In het FC Den Haag van begin jaren 80 was hij de vrijetrappenspecialist.

### Clubstatistieken
| Seizoen | Club             | Competitie     | Duels | Goals |
| ------- | ---------------- | -------------- | ----- | ----- |
| 1982/83 | FC Den Haag      | Eerste divisie | 12    | 0     |
| 1983/84 | FC Den Haag      | Eerste divisie | 23    | 0     |
| 1984/85 | FC Den Haag      | Eerste divisie | 21    | 4     |
| 1985/86 | FC Den Haag      | Eerste divisie | 35    | 10    |
| 1986/87 | FC Den Haag      | Eredivisie     | 28    | 8     |
| 1987/88 | Roda JC          | Eredivisie     | 32    | 8     |
| 1988/89 | Roda JC          | Eredivisie     | 21    | 6     |
| 1989/90 | Roda JC          | Eredivisie     | 31    | 6     |
| 1990/91 | Roda JC          | Eredivisie     | 23    | 1     |
| 1991/92 | Ajax             | Eredivisie     | 20    | 1     |
| 1992/93 | Ajax             | Eredivisie     | 2     | 0     |
| 1993/94 | Manchester City  | Premier League | 9     | 0     |
| 1994/95 | Sparta Rotterdam | Eredivisie     | 28    | 1     |
| 1995/96 | Sparta Rotterdam | Eredivisie     | 32    | 5     |
| 1996/97 | Sparta Rotterdam | Eredivisie     | 25    | 3     |
| 1997/98 | Sparta Rotterdam | Eredivisie     | 20    | 2     |
| 1998/99 | FC Utrecht       | Eredivisie     | 16    | 2     |
| 1999/00 | FC Utrecht       | Eredivisie     | 22    | 5     |
| 2000/01 | FC Utrecht       | Eredivisie     | 13    | 0     |
| Totaal  | Totaal           | Totaal         | 413   | 62    |

## Loopbaan als trainer
Na zijn actieve loopbaan was Groenendijk gedurende het seizoen 2005/06 assistent-trainer van Jong Ajax en vanaf het seizoen 2006/2007 assistent-trainer bij het eerste. Daarvoor was hij trainer van zaterdaghoofdklasser Katwijk. In het seizoen 2008/2009 ging Groenendijk bij Willem II als assistent-trainer aan de slag. Per 17 februari 2009 nam hij de positie van hoofdtrainer over van Andries Jonker. Op vrijdag 19 februari 2010 werd Groenendijk samen met assistent-trainer Marcel Valk vanwege tegenvallende resultaten ontslagen bij de Tilburgers. Hun functies werden per direct overgenomen door Mark Schenning (trainer Willem II-vrouwen) en Edwin Hermans (trainer Willem II-beloften).
In juni 2010 stelde FC Den Bosch Groenendijk als hoofdtrainer aan. Daar volgde hij Marc Brys op, die naar KV Mechelen vertrok. Aan het einde van het seizoen 2011-2012 vertrok hij bij de club en keerde hij terug naar Ajax, waar hij Fred Grim opvolgde als trainer van de A1.
In het seizoen 2013-2014 was hij trainer van Jong Ajax, dat uitkwam in de Jupiler League. Aan het eind van het seizoen vertrok hij bij de ploeg. Van september 2014 tot maart 2015 was hij technisch directeur bij het Roemeense Universitatea Cluj.
Na terugkeer in Nederland meldde Groenendijk wederom open te staan voor een avontuur in het buitenland, maar dat kwam er niet van. Op 4 juni 2015 werd Groenendijk namelijk aangesteld als hoofdcoach van Excelsior. Op Woudestein volgde hij Marinus Dijkhuizen op, die Excelsior na haar promotie rechtstreeks in de Eredivisie wist te houden. Groenendijk en Excelsior wisten deze prestatie te herhalen: Excelsior eindigde op de vijftiende positie, met één punt meer dan Willem II. Het was voor het eerst sinds 1984 dat Excelsior zich twee jaar op rij wist te handhaven in de Eredivisie. Na het seizoen gingen Groenendijk en de club op zijn verzoek in goede harmonie uit elkaar.
Op 8 februari 2017 werd Groenendijk aangesteld als hoofdtrainer van ADO Den Haag, de club waar hij zijn voetbalcarrière begon. Hij volgde hier Željko Petrović op, die wegens tegenvallende resultaten was ontslagen. Hij kreeg als opdracht mee om ADO Den Haag, op dat moment de nummer 16 van de ranglijst, te behoeden voor degradatie met nog dertien duels voor de boeg. In de eerste wedstrijd onder zijn leiding, op zaterdag 11 februari, verloor ADO met 3-1 van concurrent Go Ahead Eagles. In de daarop volgende wedstrijden werden wel punten gehaald en verzekerde ADO Den Haag zich van een verlengd verblijf in de Eredivisie. Op 3 juni maakte de club bekend dat Groenendijk zijn contract met twee jaar verlengd had. Op 2 december 2019 stapte Groenendijk op als trainer van ADO Den Haag. In juli 2020 werd hij assistent van Mark Wotte bij Al-Wahda. Na twee maanden kon hij samen met Wotte al zijn koffers pakken, nadat ze kritiek toonden op de coronamaatregelen van de club. In oktober 2021 werd hij assistent-trainer bij het Turkse Antalyaspor onder speler-trainer Nuri Şahin. Hier bleef hij tot medio 2023.
Na een seizoen zonder club werd hij in juli 2024 opnieuw hoofdtrainer van een beloftenelftal, ditmaal van Jong PSV.

## Erelijst
| Competitie     |        |         |      |      |
| Competitie     | Aantal | Jaren   |      |      |
| Ajax           | Ajax   | Ajax    | Ajax | Ajax |
| -------------- | ------ | ------- | ---- | ---- |
| Internationaal |        |         |      |      |
| UEFA Cup       | 1x     | 1991/92 |      |      |
| Nationaal      |        |         |      |      |
| KNVB beker     | 1x     | 1992/93 |      |      |